# انتشارات دانشگاه منچستر
انتشارات دانشگاه منچستر (انگلیسی: Manchester University Press) یک دفتر انتشار و نشر دانشگاهی وابسته به دانشگاه منچستر انگلستان می‌باشد، این موسسه همچنین به چاپ و نشر کتاب و مجلات علمی نیز می‌پردازد، انتشارات دانشگاه منچستر امروزه به عنوان یک ناشر بین‌المللی توسعه یافته است که هنوز هم ارتباط خود را با دانشگاه حفظ کرده.

## انتشار
انتشارات دانشگاه منچستر سالانه جزوات و مقالات بسیاری در زمینه درسی و کمک آموزشی منتشر می‌نماید که این تعداد بالغ بر ۱۴۰ کتاب جدید در سال می‌گردد، در عین حال این انتشارات چاپ ۶ مجله را نیز بر عهده دارد، عنوان‌های تخصصی این انتشارات عبارت هستند از زمینه‌های تخصصی تاریخی، سیاست، حقوق بین‌الملل، مطالعات ادبیات و تئاتر و همینطور فرهنگ بصری، کتاب‌های منتشر شده این انتشارات توسط انتشارات دانشگاه آکسفورد در ایالات متحده و کانادا و در استرالیا و سایر نقاط تحت پوشش دانشگاه منچستر توزیع می‌گردد